# Lena Stein-Schneider
Lena Stein-Schneider (eigentlich Helene Meyerstein; * 5. Januar 1874 in Leipzig; † 17. Juni 1958 in München) war eine deutsche Komponistin, Lied- und Operettentexterin sowie Pianistin.

## Leben
Helene Meyerstein studierte am Leipziger Konservatorium Klavier und Gesang. Nach der Heirat mit dem Berliner Kaufmann Alfred Schneider gab sie sich den Künstlernamen Lena Stein-Schneider. Unter diesem Namen veröffentlichte sie Lieder, Instrumentalstücke und – als Frau eine seltene Ausnahme – auch Operetten. Oft schrieb sie auch die Texte selbst. Die Widmungen ihrer Stücke galten bekannten Personen des Berliner Kulturlebens, in das Lena Stein-Schneider gut integriert war, nicht zuletzt, weil sie noch vor dem Ersten Weltkrieg einen musikalischen Salon führte, in dem hochgestellte Persönlichkeiten aus Gesellschaft und Adel verkehrten.
In den 1920er-Jahren hielt sich Lena Stein-Schneider auch eine Zeit lang in den USA auf, wo sie Konzerte gab. Im Keith’s Theatre in New York wurde das von ihr verfasste Singspiel Composer’s Dream aufgeführt. Zurück in Deutschland, gründete Lena Stein-Schneider nach dem Vorbild des gleichnamigen New Yorker Chores in Berlin den Rubinstein-Frauenchor. Unter ihrer Leitung wurden unter anderem auch eigene Werke aufgeführt. Verbunden mit dem erfolgreichen Chor war der ebenfalls von ihr gegründete Rubinstein-Club, der sich vor allem dem musikalischen Nachwuchs widmete.
Mit der Machtübernahme durch die Nationalsozialisten wurden Club und Chor verboten, und Lena Stein-Schneider durfte als Jüdin nicht in die Reichskulturkammer eintreten. Sie hatte somit Berufsverbot. Dies traf sie auch deshalb besonders, weil sie sich im Ersten Weltkrieg mit patriotischen Kompositionen hervorgetan (zum Beispiel durch das Kronprinzen-Marschlied) und zeitweilig sogar als freiwillige Lazarettschwester gearbeitet hatte. Auch der Verweis auf das ihrem Sohn verliehene Eiserne Kreuz half nicht. Lena Stein-Schneider verarmte und verschwand aus der Öffentlichkeit. Am 6. August 1942 wurde sie im Alter von 68 Jahren in das KZ Theresienstadt deportiert. Sie überlebte und ließ sich nach der Befreiung 1945 zunächst in der Schweiz nieder, wo sie noch einige Stücke komponierte, bevor sie Anfang der 1950er-Jahre in hohem Alter wieder nach Berlin zog. Ihre Gesundheit war durch die KZ-Haft ruiniert, sie konnte nicht mehr Klavier spielen. Dennoch endete ihr jahrelanger Kampf vor Gericht um Wiedergutmachung mit der Zahlung von ganzen 3500 DM, weil sie den materiellen Schaden, der ihr durch das Berufsverbot und die Verfolgung entstanden war, naturgemäß nicht nachweisen konnte.
Lena Stein-Schneider starb am 17. Juni 1958 im Alter von 84 Jahren in München.

## Werke

### Bühnenmusik (Auswahl)
- 1909: Der Luftikus, Operette in drei Akten (Komposition Lena Stein-Schneider und Kurt Walter, Libretto Lena Stein-Schneider). Uraufführung Halberstadt 1909
- 1912.: König Drosselbart, Märchenspiel in 6 Bildern (Text Wilhelm E. Asbeck). Uraufführung 1916 in Berlin; auf Italienisch unter dem Namen Re Pappagoria 1935 in Mailand aufgeführt
- o. J.: Auto und Schimmel, Operette (Text Georg Runsky)
- 1916: Prinz Heldenmut, Märchenspiel mit Gesang und Tanz in 8 Bildern (Text Wilhelm E. Asbeck). Uraufführung in Stralsund
- 1919: Lustige Liebe, Operette in drei Akten (Komposition und Text Lena Stein-Schneider). Uraufführung in Forst
- 1925: Composer’s Dream, Singspiel. Uraufführung Keith’s Theatre in New York
- 1928: Ein Hundert Küsse, Singspiel. Uraufführung in Gotha
- 1949: Goldhärchen, ein musikalisches Märchen (Komposition und Text Lena Stein-Schneider). Französische Fassung: Fleur d’Or, un conte musical. In der Druckfassung illustriert von Lisa Voigt. Als Hörspiel gesendet in der Schweiz 1950

### Lieder (Auswahl)
- 1906: Der neugierige Kater, für Singstimme und Klavier (Komposition und Text)
- 1908: Fünf Lieder für Gesang und Klavier, Frieda Hempel zugeeignet
- Hinter dem Glanz deiner Augen, für Singstimme und Klavier (Text Tilly Dellon), Kammersänger Leo Slezak gewidmet
- 1914/1915: Kronprinzen Marschlied – Immer feste druff! Donnerschlag, nun geht es los, für Singstimme und Klavier (Komposition und Text)
- 1921: Mia May-Boston, für Klavier (Komposition und Text), für die Stummfilmschauspielerin Mia May zum Geburtstag
- 1949: Gebet für den Frieden – Avinu Malkénu (Text Lena Stein-Schneider, hebräische Übersetzung R. Rysterband)

### Instrumentalstücke  (Auswahl)
- 1907: Nocturne in E, für Violoncello und Klavier
- 1907: Valse d’amitié, für Klavier. Kronprinzessin Cecilie zugeeignet
- 1913: Valse d’amitié, für Militärmusik oder für Kavalleriemusik
- 1919: Pas de Colombine, für Klavier
- o. J.: Orchidea, Valse lente für Orchester
- 1921: Orchidea, Valzer Boston per pianoforte
- 1928: Tango tetegi, für Klavier
- 1928: Am Mai-Kussa, für Klavier
- o. J.: Abendstimmung, für Viola und Klavier

### Filmmusik
- 1919: Der Kampf um die Ehe. Wenn in der Ehe die Liebe stirbt. Liedeinlage von Lena-Stein-Schneider
- 1919: Der Kampf um die Ehe: Feindliche Gatten. Liedeinlage von Lena-Stein-Schneider

## Diskografie
- Miriams Song. Music by Jewish Women Composers. CD, unter anderem mit den Stücken von Lena Stein-Schneider: Nocturne, Serenata, Abendstimmung, Wiegenlied. Zuk Records, Bremerhaven 2009
- Cantorial Highlights 2. Revival of Synagogue Music in Europa. CD, unter anderem mit Lena Stein-Schneider: Gebet für den Frieden – Avinu Malkénu